# ۴ بچه وارد بانک می‌شوند
۴ بچه وارد بانک می‌شوند (انگلیسی: 4 Kids Walk Into a Bank) یک فیلم سرقت آمریکایی در سبک کمدی سیاه به کارگردانی فرانکی شاو (در اولین کارگردانی خود) است. در این فیلم لیام نیسون، تالیا رایدر، ویتنی پیک، جک دیلن گریزر، اسپایک فیرن، ترزا پالمر و جیم استرجس به ایفای نقش پرداخته ‌اند.

## ساخت
فیلمبرداری در دسامبر ۲۰۲۴ در لیمریک، ایرلند، جایی که این شهر برای ظاهر شدن در ایالات متحده در دهه ۱۹۹۰ راه اندازی شد، آغاز شد. فیلمبرداری اضافی در شهرستان کلر انجام شد.

## انتشار
در دسامبر ۲۰۲۴، آمازون ام‌جی‌ام استودیوز حقوق توزیع داخلی فیلم را تحت برچسب اوریون پیکچرز به دست آورد، و میرامکس به عنوان تهیه کننده و تامین کننده مالی فیلم تعیین شد.